# Кравченко, Пётр Степанович
Пётр Степанович Кравченко — советский хозяйственный, государственный и политический деятель, Герой Социалистического Труда.

## Биография
Родился в 1913 году в Золочеве. Член КПСС.
С 1930 года — на хозяйственной, общественной и политической работе. В 1930—1983 гг. — организатор сельскохозяйственного производства в Золочевском районе Харьковской области, участник Великой Отечественной войны, командир минометного расчета отдельного учебного батальона 110-й гвардейской стрелковой дивизии, председатель колхоза имени Кирова Золочевского района Харьковской области.
Указом Президиума Верховного Совета СССР от 26 февраля 1958 года присвоено звание Героя Социалистического Труда с вручением ордена Ленина и золотой медали «Серп и Молот».
Делегат XXVI съезда КПСС.
Умер в Золочеве после 1985 года.

## Награды и звания
- Герой Социалистического Труда (26.02.1958).
- орден Ленина (26.02.1958)
- орден Ленина (06.09.1973)
- орден Октябрьской Революции (08.04.1971)
- орден Отечественной войны II степени (1985)
- орден Трудового Красного Знамени (31.12.1965)
- орден Трудового Красного Знамени (22.12.1977)
- орден Славы 3 степени (1944)